# Rousettinae
De Rousettinae zijn een onderfamilie van vleermuizen uit de familie van de vleerhonden (Pteropodidae). De onderfamilie telt dertien geslachten.

## Indeling
De onderfamilie telt dertien geslachten in zeven geslachtengroepen.
- Geslachtengroep Eonycterini
  - Eonycteris
- Geslachtengroep Epomophorini
  - Epomophorus
  - Epomops
  - Hypsignathus
  - Nanonycteris
- Geslachtengroep Myonycterini
  - Megaloglossus
  - Myonycteris
- Geslachtengroep Plerotini
  - Plerotes
- Geslachtengroep Rousettini
  - Rousettus
- Geslachtengroep Scotonycterini
  - Casinycteris
  - Scotonycteris
- Geslachtengroep Stenonycterini
  - Stenonycteris
- Incertae sedis
  - Pilonycteris